# Калогера, Василики
Василики́ «Ви́ки» Калогера́ (греч. Βασιλική «Βίκυ» Καλογερά, англ. Vassiliki «Vicky» Kalogera; род. 1971, Серре, Центральная Македония, Греция) — греческий и американский учёный-астрофизик, один из ведущих в мире специалистов в области изучения астрофизических компактных объектов (белые карлики, нейтронные звёзды, чёрные дыры). Сыграла ключевую роль в открытии гравитационных волн, предсказанных Альбертом Эйнштейном. 
Профессор и заместитель заведующего кафедрой физики и астрономии Колледжа искусств и наук имени Вайнбергов Северо-Западного университета (NU), соучредитель и директор Центра междисциплинарных исследований в астрофизике (CIERA) при NU, а также ведущий член международного научного сообщества LIGO, занимающегося поиском гравитационных волн, и член совета директоров Большого обзорного телескопа (LSST).
В 2008 году журнал «Astronomy» поместил имя Калогеры в список «Топ-10 восходящих звёзд в области астрономии». Лауреат многих научных премий. Имеет h-индекс равный 96 и была процитирована более 34 035 раз.

## Биография
Родилась в 1971 году в Серре (Центральная Македония, Греция).
В 1992 году окончила Университет имени Аристотеля в Салониках со степенью бакалавра наук в области физики.
В 1997 году получила степень доктора философии в области астрономии в Иллинойсском университете в Урбане-Шампейне.
После окончания докторантуры являлась постдокторанткой в Гарвард-Смитсоновском центре астрофизики.
С 2001 года работает на кафедре физики и астрономии Колледжа искусств и наук имени Вайнбергов Северо-Западного университета (NU), последовательно занимая должности ассистент-профессора (2001—2005), ассоциированного профессора (2005—2009), профессора (с 2009 года) и заместителя заведующего кафедрой (с 2015 года), а также директора Центра междисциплинарных исследований в астрофизике (CIERA) при NU (с 2012 года, в 2009—2012 — содиректор).
Исследования Калогеры финансируются Национальным научным фондом, Национальным управлением по аэронавтике и исследованию космического пространства (NASA), а также Северо-Западным университетом.
Является автором многочисленных научных публикаций.

## Научные достижения
Калогера — старший сотрудник международной команды, получившей первые прямые свидетельства существования гравитационных волн.

## Членство в организациях
- член Американского астрономического общества
- член Американского физического общества[17]
- член Национальной академии наук США (2018)[18].
- и др.[3][5]

## Награды и премии
- 2002 — Премия Энни Кэннон по астрономии[19]
- 2002 — Стипендия Дэвида и Люсиль Паккардов[англ.] в области науки и инжиниринга[20]
- 2004 — Стипендия Коттрелла в области астрономии[21]
- Премия «CAREER[англ.]» в области астрономии от Национального научного фонда[13]
- 2008 — Премия Марии Гёпперт-Майер[англ.][15][13]
- 2012 — Стипендия Саймонса[англ.] в области теоретической физики[22]
- 2016 — Премия Ханса Бете[англ.][23][17]
- 2017 — Премия Мартина Э. и Гертруды Дж. Вальдеров за передовые научные исследования[3][16]
- 2018 — Премия Дэнни Хайнемана в области астрофизики Американского института физики[24][25]

## Избранные публикации
- D. W. Kim, G. Fabbiano, V. Kalogera, et al., Probing the Low-Luminosity X-Ray Luminosity Function in Normal Elliptical Galaxies, Astrophysical Journal 652, 1090 (2006).
- Eccentricities of Double Neutron Star Binaries, Astrophysical Journal 652, 540 (2006).
- M. Freitag, P. Amaro-Seoane, and V. Kalogera, Stellar Remnants in Galactic Nuclei: Mass Segregation, Astrophysical Journal 649, 91 (2006)
- J. Sepinsky, V. Kalogera, and K. Belczynski, Are Supernova Kicks Responsible for X-ray Binary Ejection from Young Clusters?, Astrophysical Journal 621, L37 (2005).
- B. Willems, V. Kalogera, and M. Henninger, Pulsar Kicks and Spin Tilts in the Close Double Neutron Stars PSR J0737-3039, PSR B1534+12, and PSR B1913+16, Astrophysical Journal 616, 414 (2004).
- V. Kalogera, et al., The Cosmic Coalescence Rate for Double Neutron Star Binaries, Astrophys. J. Lett. 601, Issue 2, L179 (2004).
- V. Kalogera, M. Henninger, N. Ivanova, and A. R. King, An Observational Diagnostic for Ultraluminous X-Ray Sources, Astrophys. J. Lett. 603, Issue 1, L41 (2004).[4][26]